# Estación de Antequera-Santa Ana
Antequera-Santa Ana es una estación de ferrocarril española situada a 17 km al oeste del centro urbano de Antequera, en la provincia de Málaga. En ella llegan y parten trenes con destino a Algeciras, Sevilla, Córdoba, Granada, Madrid y Málaga. Da servicio a Antequera y su comarca, y junto a la estación de Puente Genil-Herrera también a la zona central de Andalucía.
Esta estación constituye un importante nudo ferroviario en el que se cruzan varios trazados, como las líneas férreas de alta velocidad Córdoba-Málaga y Antequera-Granada. Tiene acceso también en vía de ancho ibérico desde las líneas Fuente de Piedra-Granada y Córdoba-Málaga, con la idea de que los trenes de Media Distancia procedentes de estas líneas puedan enlazar con la estación. Situada en el centro geográfico de Andalucía, Antequera-Santa Ana es la estación homóloga de Bobadilla para alta velocidad, y está llamada a ser el principal enlace ferroviario de la región en el futuro.

## Situación ferroviaria
La estación, situada a 394 metros de altitud, forma parte del trazado de las siguientes líneas férreas:
- Línea férrea de ancho internacional Córdoba-Málaga, punto kilométrico 96,8.
- Línea férrea de ancho internacional Antequera-Granada, punto kilométrico 96,8.
- Línea férrea de ancho internacional Antequera Santa Ana-Cambiador Antequera, punto kilométrico 0,0.
- Línea férrea de ancho ibérico Santa Ana aguja km 50,4-Santa Ana aguja km 48,3, punto kilométrico 49,6.

Este último trazado es un ramal que permite el enlace de las instalaciones de Antequera-Santa Ana con las líneas de ancho ibérico Córdoba-Málaga y Fuente de Piedra-Granada, mientras que la conexión con el Cambiador de ancho permite la circulación de trenes procedentes de la línea AV por líneas de ancho ibérico.

## Historia
Históricamente, la cercana estación de Bobadilla constituyó un importante nudo ferroviario en el que se cruzaban las líneas férreas de ancho ibérico que iban a Granada, Málaga, Córdoba y Algeciras. Sin embargo, de cara a la construcción de la línea de alta velocidad Córdoba-Málaga, a comienzos de la década de los 2000 se dedició construir un nuevo nudo ferroviario para las nuevas líneas de alta velocidad, cuyas vías tienen un ancho de 1435 mm distinto al ancho ibérico —de 1668 mm—.
En 2005 se licitaron las obras, siendo inaugurada la estación el 16 de diciembre de 2006 junto al tramo Córdoba-Antequera de la línea de alta velocidad. Las obras de la estación tuvieron un coste de 12 millones de euros. En las cercanías de la estación se instaló un cambiador de ancho que pemitiera a trenes del tipo Talgo continuar sus trayectos hasta Granada, Málaga o Algeciras. El resto del trazado de alta velocidad hasta Málaga entraría en servicio a finales de 2007, mientras que la línea de alta velocidad a Granada no se inauguraría hasta 2019. También se construyó un ramal que permitía la conexión de la estación con otros trazados de ancho ibérico. Con el paso de los años Antequera-Santa Ana ha absorbido muchos de los servicios ferroviarios de pasajeros que desempeñaba la estación de Bobadilla.

## Características
La estación cuenta con una playa de siete vías —cinco en ancho internacional y dos en ancho ibérico—, así como trenes andenes equipados con marquesinas —dos andenes tienen 400 metros de largo y otro tiene 240 metros de largo—. También cuenta con un amplio espacio dedicado para aparcamiento de vehículos, con 290 plazas. El edificio de viajeros tiene una superficie total de 3.500 metros cuadrados y ha sido constituido con base en una serie de bandas destinadas a distintos usos, cada una de ellas con una cubierta ondulada a diferente altura, lo que permite la iluminación natural. Las instalaciones de Antequera-Santa Ana se encuentra a 19 kilómetros del casco urbano de Antequera.
En la actualidad la estación constituye un importante nudo ferroviario, que dispone de conexiones con Ronda, Algeciras, Málaga, Granada, Córdoba o Sevilla. Los 54,5 kilómetros desde Antequera-Santa Ana hasta Málaga-María Zambrano son cubiertos por los trenes AVE en 28 minutos, frente a los 62 que necesitan los trenes regionales para realizar el trayecto equivalente entre la estación de Bobadilla y la capital provincial. Un recorrido sin paradas intermedias entre Madrid y Antequera-Santa Ana requiere 2 horas y 11 minutos, lo que representa una velocidad media de 208 km/h.
Además del edificio de viajeros, dentro del complejo ferroviario de Antequera-Santa Ana existen otras instalaciones para el ferrocarril: un cambiador de ancho y una base logística dedicada al mantenimiento de los trenes.

### Cambiador de ancho de vía
La estación dispone de un cambiador de ancho de vía, mediante el cual los trenes del modelo Talgo pueden adaptar sus ejes del ancho internacional al ancho ibérico o viceversa. De este modo, aquellos trenes que tengan como destino la estación de Algeciras pueden realizar el recorrido entre Madrid y Antequera-Santa Ana por las vías de alta velocidad, lo que permite acortar el tiempo del viaje. Antiguamente los trenes con destino a Granada también empleaban este sistema.

## Servicios ferroviarios

### Largo Recorrido
El servicio AVE Madrid-Málaga se realiza en 15 ocasiones al día en ambos sentidos, parando en Antequera-Santa Ana en cuatro de estas. El AVE Barcelona-Málaga circula dos veces al día, parando en esta estación. El servicio AVE Granada-Madrid se realiza en varias al día en ambos sentidos, parando en Antequera-Santa Ana.Los trenes Altaria que comunican Madrid con Algeciras efectúan parada en Antequera-Santa Ana, y cambio de ancho en el cambiador de la estación.

### Media Distancia
El servicio Avant Sevilla-Córdoba-Málaga se realiza en 6 ocasiones al día en ambos sentidos, parando siempre en Antequera-Santa Ana.
Desde junio de 2013 todos los trenes del trayecto convencional Sevilla-Almería (línea 68) y Algeciras-Granada (línea 70) realizan parada en Antequera-Santa Ana, enlace con trenes de alta velocidad (AVE) con destino a Madrid y Barcelona.